# Echobox (Unternehmen)

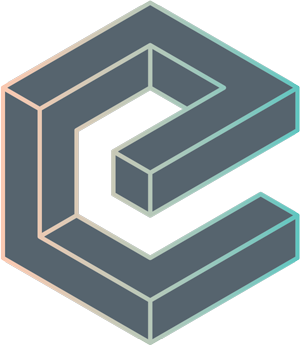
Logo von Echobox

Echobox ist ein Unternehmen, das sich mit Künstlicher Intelligenz (KI) befasst, mit Hauptsitz in London, England. Das Unternehmen nutzt KI und "maschinelles Lernen", um das Bespielen der sozialen Medien für Nachrichtenverlage, Rundfunkanstalten und Medienorganisationen zu automatisieren.
Zu den aktuellen Verlagen, die Echobox nutzen, gehören: The Guardian, Newsweek, The Times, Le Monde, The Sydney Morning Herald, The South China Morning Post, Wired und Clarín.
2021 hat Echobox über 80 Mitarbeiter und mehr als 1000 Kunden in über 100 Ländern.

## Analyse von Wahldaten und Prognose von Wahlergebnissen 2017
Für die Analyse aus den Echtzeitdaten von Millionen Internetnutzern errechnete Echobox 2017, wie viele Clicks Artikel vor einer Wahl zu einzelnen Kandidaten oder Parteien bekommen. Dafür wurden die wichtigsten Parteien und ihre Spitzenkandidaten berücksichtigt. Das Echobox-Barometer verglich in Echtzeit, wie viel Interesse Nachrichtenartikel über die zur Wahl stehenden Parteien im Internet auf sich ziehen.
Ein wesentlicher Unterschied zu herkömmlichen Wahlumfragen war, dass Echobox nicht auf die Ehrlichkeit der Befragten setzen musste, da sie nicht wissen, dass ihr Nutzerverhalten derzeit analysiert wird. Immer wieder hatten sich bestimmte Wählergruppen in der Vergangenheit aus Umfragen herausgehalten oder diese verfälscht. So gelang es Echobox den Erfolg des französischen Präsidenten Emmanuel Macron vorherzusagen.